# دین عامیانه

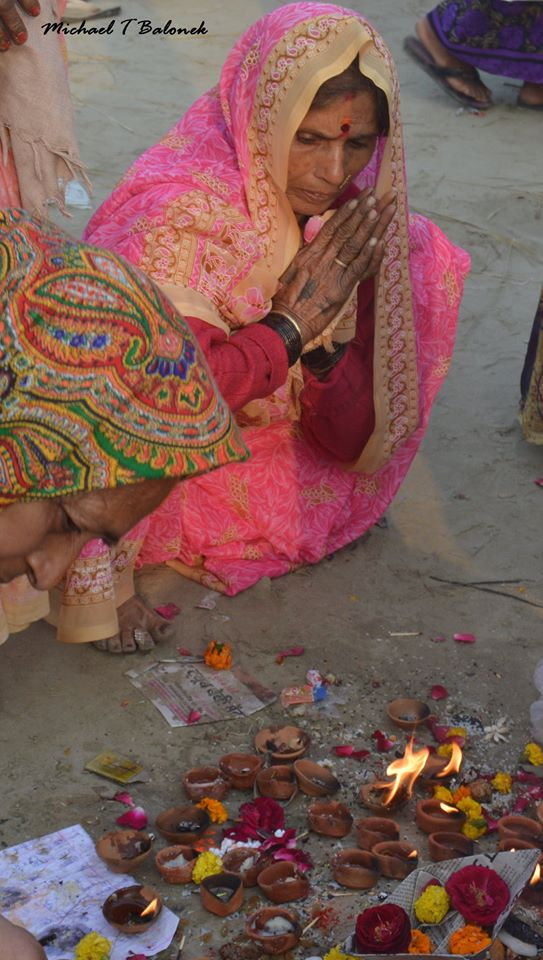
Prayagraj Kumbh Mela

دین عامیانه شامل آداب و رسوم مذهبیِ قومی یا منطقه‌ای زیر چتر دین، اما در خارج از آموزه‌ها و شیوه‌های (دکترین) رسمیِ آن دین است. دین عامیانه به عنوان کلیتی از همه دیدگاه‌ها و شیوه‌های دینی در میانِ مردمی که از هم جدا زندگی می‌کنند تعریف شده‌است و در کنار اشکال به شدت دینی و عبادیِ دین رسمی قرار دارد.
دین عامیانه را می‌توان صورتی از دین دانست که در برابر دین رسمی تعریف می‌شود (دین رسمی به معنای باورها و اعمالی که نهادهای تخصصی و رسمی دینی آن‌ها را تنظیم، تجویز و مقرر کرده و در جوامع معمول داشته و رواج داده‌اند). در مقابل، دین عامیانه باورها و رفتارهایی است که طبیعتی آشکارا دینی دارند ولی تحت سلطه و کنترل یک نهاد رسمی دینی نیستند. این دسته از باورها و رفتارها در مردم عادی یک جامعه دیده می‌شوند و هویت فرهنگی آن‌ها را در سطوح مختلف شکل داده‌اند. مطالعهٔ دین عامیانه به عنوان مبحثی تخصصی در دین‌پژوهی، همچنین در جامعه‌شناسی و مطالعات فرهنگی بررسی می‌شود.
ادیان عامیانه چینی، مسیحیت عامیانه، هندوی عامیانه و اسلام عامیانه همه نمونه‌هایی از دین عامیانهٔ مرتبط با ادیان بزرگ هستند.